# Springwell
Springwell är en by i Sunderland i Tyne and Wear i England. Byn ligger 7,7 km 
från Newcastle upon Tyne. Orten har 2 066 invånare (2001).